# Triplectides proximus
Triplectides proximus là một loài Trichoptera trong họ Leptoceridae. Chúng phân bố ở miền Australasia.